# P821i
Super Doccimo P821i（スーパー ドッチーモ ピー はち にー いち アイ）は、松下通信工業（現パナソニックモバイルコミュニケーションズ）のNTTドコモの第二世代携帯電話(mova)・PHS（ドッチーモ）端末である。

## 概要
携帯電話とPHSを一台に兼ね備えたNTTドコモのドッチーモ。これにiモードが付けられた「スーパードッチーモ」シリーズが2000年に登場した。この端末は松下通信工業で最初で最後のスーパードッチーモである。スーパードッチーモシリーズでは最後に発売された。
松下が得意としてきた小型ストレート型のボディに、当時としては大画面のモノクロ液晶を搭載。UIはNECのスーパードッチーモN821iと同一のものが搭載され、操作性も従来の松下製の端末とは異なっていた。着信メロディも、従来の松下製端末のPCM音源3和音ではなく、N821iと同じFM音源4和音である。

## 歴史
- 2000年5月17日　テレコムエンジニアリングセンターによる技術基準適合証明の工事設計認証（工事設計認証番号WAA0071、JZAA0083）
- 2000年6月1日　 電気通信端末機器審査協会による技術基準適合認定の設計認証（設計認証番号A00-0512JP、J00-0132）
- 2000年8月31日　ドコモから発表。
- 2000年9月8日　 発売
- 2008年1月7日　 PHSサービス終了によりこの日以降に使用できるのはmovaのみとなる。
- 2012年3月31日　movaサービス終了により使用はこの日限りとなる。